# Pseudoepameibaphis xenotrichis
Pseudoepameibaphis xenotrichis är en insektsart som beskrevs av Frank Hall Knowlton och C.F. Smith 1938. Pseudoepameibaphis xenotrichis ingår i släktet Pseudoepameibaphis och familjen långrörsbladlöss. Inga underarter finns listade i Catalogue of Life.